# Porothamnium viguieri
Porothamnium viguieri là một loài rêu trong họ Neckeraceae. Loài này được Thér. mô tả khoa học đầu tiên năm 1927.